# Torneo de Viena 2016
El Erste Bank Open 2016 es un torneo de tenis que se juega en canchas duras bajo techo. Es la 42ª edición del evento conocido ese año como el Erste Bank Open, y forma parte del ATP World Tour 500 series de la ATP World Tour 2016. Se llevará a cabo en el Wiener Stadthalle en Viena, Austria, del 24 de octubre al 30 de octubre de 2016.

## Cabezas de serie

### Individual masculinos
| Tenista               | Ranking | N.º |
| Andy Murray           | 2       | 1   |
| Tomáš Berdych         | 9       | 2   |
| Dominic Thiem         | 10      | 3   |
| Roberto Bautista Agut | 13      | 4   |
| David Ferrer          | 15      | 5   |
| Jo-Wilfried Tsonga    | 16      | 6   |
| Lucas Pouille         | 17      | 7   |
| Ivo Karlović          | 21      | 8   |

- Ranking del 17 de octubre de 2016

### Dobles masculinos
| Tenista                    | Ranking | Preclasificada |
| Jamie Murray Bruno Soares  | 5       | 1              |
| Bob Bryan Mike Bryan       | 11      | 2              |
| Feliciano López Marc López | 23      | 3              |
| Łukasz Kubot Marcelo Melo  | 32      | 4              |

## Campeones

### Individual Masculino
Andy Murray venció a  Jo-Wilfried Tsonga por 6-3, 7-6(6)

### Dobles Masculino
Łukasz Kubot /  Marcelo Melo vencieron a  Oliver Marach /  Fabrice Martin por 4-6, 6-3, [13-11]